# Bartłomiej Paszylk
Bartłomiej Paszylk (ur. 17 maja 1975 w Rybniku) – polski publicysta.
Anglista, absolwent Uniwersytetu Śląskiego.
Jego artykuły, wywiady i recenzje dotyczące kina i literatury grozy od lat ukazują się w miesięczniku Nowa Fantastyka oraz w portalu online Horror Online. Publikował także w amerykańskich pismach Surreal Magazine i Ultra Violent oraz na stronach Fangorii i Visions of Terror. Jest także jednym z autorów amerykańskiej Encyclopedia of Sex and Culture, gdzie m.in. opracowywał hasła dotyczące historii aktorstwa.
Debiutem książkowym był Leksykon filmowego horroru. W latach następnych ukazały się kolejne tytuły jego autorstwa traktujące o kinie i literaturze: The Pleasure and Pain of Cult Horror Films: An Historical Survey, Książki zakazane. Literatura i kontrowersje (pozycja o cenzurze literatury w Polsce i na świecie), Słownik gatunków i zjawisk filmowych (książka o mniej typowych twórcach i gatunkach filmowych). Był jednym z autorów haseł w książce Kamila Śmiałkowskiego pt. Wampir. Leksykon.
W 2009 roku była redaktorem głównym i autorem Antologii polskich opowiadań grozy wydanej w dwóch tomach.
Obecnie pełni obowiązki redaktora magazynów Grabarz Polski i Mystic Art.

## Publikacje
- Leksykon filmowego horroru - Instytut Wydawniczy Latarnik 2006
- The Pleasure and Pain of Cult Horror Films: An Historical Survey - McFarland 2009
- Książki zakazane. Literatura i kontrowersje - Wydawnictwo Park/PWN 2009
- Słownik gatunków i zjawisk filmowych - Wydawnictwo Park/PWN 2010